# 加扎拉戰役
加扎拉戰役（Battle of Gazala；又译加查拉战役）是第二次世界大戰北非戰場中一次極其重要之戰役，戰事從1942年5月26日至6月21日，主要發生在利比亞图卜鲁格附近的加扎拉。

## 背景
隨著1941年底十字軍行動的成功後，英國第8軍團將軸心國軍逐出昔蘭尼加地區。但到了1942年1月，埃尔温·隆美尔獲得新到之步兵及戰車增援，具有足夠力量橫越利比亞，攻佔地中海海岸之托布魯克及南面之比爾哈基姆。

## 戰役過程

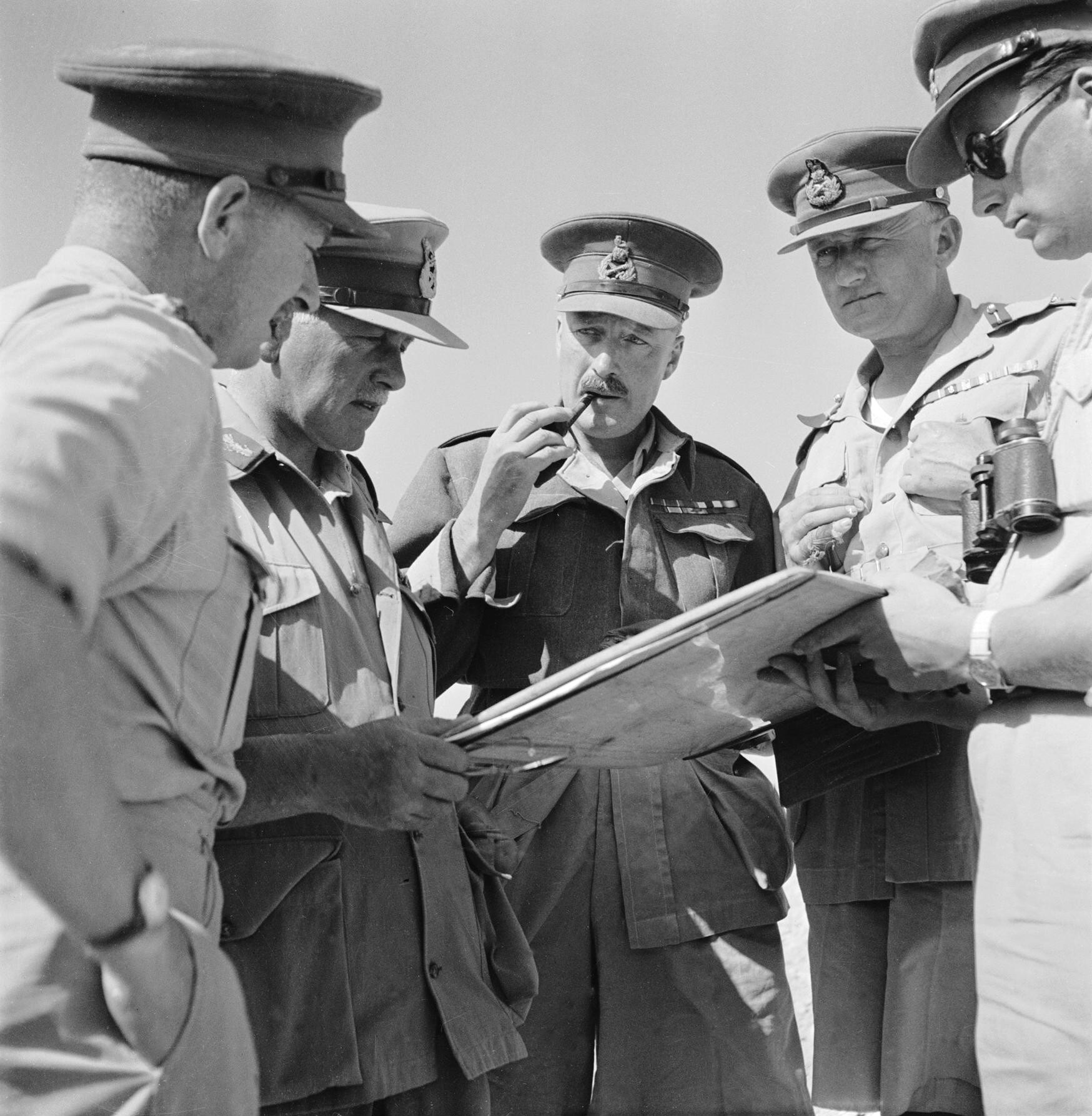
1942年5月31日，英軍第8軍團司令尼爾·里奇（中持菸斗者）會見屬下指揮官

5月27日，隆美尔率領非洲裝甲軍團之主力——德國非洲軍、義大利第20機械化軍及德國第90輕機械化師，危險但絕妙地迂迴到盟軍防線南方，因為他相信敵人已經佈下地雷以保衛防線側翼及背後。義大利第10軍在前線攻擊以牽制盟軍，義大利第101機械化師從西面進攻比爾哈凱姆（Bir Hakeim）之窪地，同時在隆美尔左翼的義大利第132步兵師則迂迴到側後。當時，防守比爾哈凱姆的自由法國第1旅激烈抵抗，其奮戰程度完全超出了隆美尔的想像。而非洲軍發現自己被困於在比爾哈凱姆和托布魯克之間的大釜陣地。
隆美尔採取了多個步驟突破困境：首先，他向西反攻以打通補給通道，因此他向英軍第150步兵旅進攻以突破包圍。之後，他粉碎了盟軍毫無組織的反擊，但卻被比爾哈凱姆戰役中的法軍阻擊成功，使得在第一次阿拉曼戰役的失利。隨後，隆美爾所部恢復向東進攻以消滅英軍殘餘部隊。

## 結果
6月14日，克勞德·奧金萊克下令主力部隊向東撤退至艾爾阿拉敏防線，只留下南非第2軍防守托布魯克。由於英軍曾經堅守托布魯克長達九個月，並於1941年12月於十字軍行動成功解圍，盟國領袖們以為這次也能守住該地；但是，奧金萊克認為盟軍現有兵力已不足以防守托布魯克，因此，下令第8軍團保存實力向東撤退。
7天之後，6月21日，35,000名盟軍向軸心國軍投降，這是繼新加坡被日軍攻陷後軸心國的另一次重大勝利。
加扎拉戰役之失敗及托布魯克之陷落，導致里奇及奧金萊克被解除指揮權，分別由伯納德·勞·蒙哥馬利及哈羅德·亞歷山大代替。

攻陷托布魯克之後，非洲裝甲軍團繼續向埃及推進，於7月1日開始進攻盟軍的阿萊曼防線，開啟了第一次阿拉曼戰役。